# Anicla infecta
Anicla infecta är en fjärilsart som beskrevs av Ferdinand Ochsenheimer 1816. Anicla infecta ingår i släktet Anicla och familjen nattflyn. Inga underarter finns listade i Catalogue of Life.